# Eparchia Rajkot
Eparchia Rajkot – eparchia Kościoła katolickiego obrządku syromalabarskiego w Indiach. Została utworzona w 1977 z terenu eparchii Ahmedabad.

## Ordynariusze
- Jonas Thaliath, C.M.I. † (1977–1981)
- Gregory Karotemprel, C.M.I. (1983–2010)
- José Chittooparambil, C.M.I., od 2010